# Michael Werling
Michael Werling (* 11. September 1950 in Ludwigshafen am Rhein) ist ein deutscher Architekt, Hochschullehrer und Denkmalpfleger.

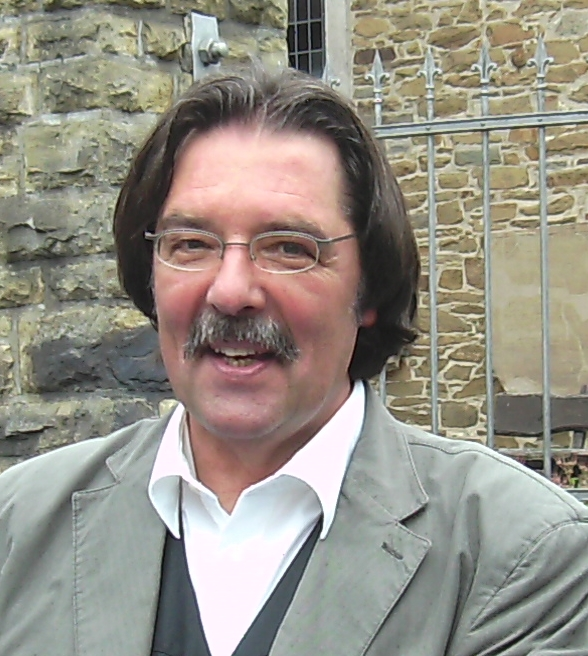
Michael Werling Juni 2012

## Leben
Michael Werling studierte an der Ingenieurschule Mainz und der Technischen Universität Karlsruhe Architektur. Danach war er bei Gerd Volker Heene als wissenschaftlicher Mitarbeiter am Lehrstuhl für Industrialisiertes Bauen und Industriebau an der Technischen Universität Kaiserslautern tätig. Im Jahre 1984 promovierte er an dieser Universität bei Martin Graßnick und Hartmut Hofrichter mit der Arbeit Die Baugeschichte der ehemaligen Abteikirche Otterberg unter besonderer Berücksichtigung ihrer Steinmetzzeichen. Von 1983 bis 1985 betätigte er sich als freischaffender Architekt. Von 1985 bis 1990 war er bei der Bezirksregierung Hannover als Konservator besonders für die städtebauliche Denkmalpflege zuständig. 1990 wurde er als Professor für Baugeschichte, Stadtbaugeschichte und Entwerfen an die Fachhochschule Köln berufen. An dieser Hochschule hatte er von 2002 bis 2006 das Amt des Dekans der Fakultät für Architektur inne. Seit 2002 ist er stellvertretender Direktor des Instituts für Baugeschichte und Denkmalpflege und von 2012, bis zu seiner Emeritierung 2016, war er Mitglied des Senats der Fachhochschule Köln. Seit 2017 ist er Vorsitzender des Bergischen Geschichtsvereins Rhein-Berg e. V., Abteilung Rhein-Berg und zuständig für den Bereich Denkmalpflege im Gesamtverein.
Michael Werling ist verheiratet und Vater von vier Kindern. Er wohnt seit 1990 in Bergisch Gladbach.

## Schriften

### Buchpublikationen
- Die Baugeschichte der ehemaligen Abteikirche Otterberg unter besonderer Berücksichtigung ihrer Steinmetzzeichen. (hrsg. vom Institut für Pfälzische Volkskunde) Band 3, Kaiserslautern 1986.
- Die Zisterzienserabtei Otterberg. Otterbach 1990, ISBN 3-87022-123-2.
- Der Otterberger Kapitelsaal. Zur 850. Wiederkehr der Gründung des Zisterzienserordens 1143–1993. Otterbach 1993, ISBN 3-87022-178-2.
- mit Jürgen Kaiser: Die Otterberger Bauplastik. Zur 900. Wiederkehr der Gründung des Zisterzienserordens 1098–1998. Otterbach 1998, ISBN 3-87022-251-4.
- mit Jürgen Kaiser und Rainer Hempel: Otterberg und die Kunst der Wölbung. (= Berichte zum Forschungsfreisemester an der Fakultät für Architektur. Band 1.) Köln 2000.
- Sveti Roko, Das Mausoleum der Familie Racic in Cavtat / Kroatien. Köln 2001.
- Die Historischen Grabsteine an der Taufkirche in Bergisch Gladbach-Refrath. Eine Dokumentation in Text, Bild und Zeichnung. (= Schriftenreihe des Bergischen Geschichtsvereins Abteilung Rhein-Berg e. V. Band 38.). Köln 2002, ISBN 3-932326-38-5.
- mit Manfred-Walter Kautz: Gegen das Vergessen. Der Alte Evangelische Friedhof an der Gnadenkirche in Bergisch Gladbach. (= Schriftenreihe des Bergischen Geschichtsvereins Abteilung Rhein-Berg e. V. Band 42.). Köln 2004, ISBN 3-932326-42-3.
- Architekturlehrer der FH Köln, Teil I. Die Ehemaligen. Köln 2006.
- Vom Kirchhof zum Friedhof. Betrachtungen über den Erhalt und die Ausgestaltung der Bestattungsflächen in Winterscheid. (= Schriftenreihe des Heimatverein in Winterscheid e. V. Sonderbeilage.) Köln 2007, ISBN 978-3-936256-28-4.
- mit Eberhard Becker: Der alte Friedhof in Köln-Kalk. Vergangenheit, Gegenwart und Zukunft. Eine Dokumentation in Text, Bild und Zeichnung. (= Schriftenreihe der Geschichtswerkstatt Kalk e. V., Ehrenfelder Geschichtspfade. Band 5.) Köln 2008, ISBN 978-3-935735-07-0.
- Taufen im Rheinisch-Bergischen Kreis. Eine Dokumentation in Text, Bild und Zeichnung. Veröffentlichung der FH Köln, Fakultät für Architektur und Band 53 der Schriftenreihe des Bergischen Geschichtsvereins Rhein-Berg e. V., Köln 2009.
- mit Marianne Vogt-Werling: Denkmalpflegeplan für die Stadt Troisdorf. (als PDF-Dokument auf CD-ROM) (= Schriftenreihe des Archivs der Stadt Troisdorf. Band 31.) Troisdorf 2010.
- mit Marianne Vogt-Werling: Der Friedhof Melaten in Köln. Alle Denkmäler und ihre Zukunft. (mit Belegungsplan und Rundgängen zu allen denkmalwerten Gräbern auf DVD) Köln 2010, ISBN 978-3-7743-0471-0.
- mit Marianne Vogt-Werling: Gestaltungsfibel für die Gartensiedlung Gronauer Wald. Bergisch Gladbach 2011.
- mit Johannes Maubach und Marianne Vogt-Werling: Der Friedhof Ehrenfeld. Denkmäler und Persönlichkeiten. (= Ehrenfelder Geschichtspfade. Band 3.) Köln 2011.
- mit Erika Wagner und Elisabeth Klein: Volberg. Vom Kirchhof zum Friedhof. Denkmäler und Persönlichkeiten. (= Rösrather Denkmäler. Band 9.) Rösrath 2012, ISBN 978-3-922413-64-6.
- mit Marianne Vogt-Werling: Denkmalfibel "Schwarze Kolonie". Troisdorf-Friedrich-Wilhelms-Hütte (Veröffentlichung der Stadt Troisdorf) Troisdorf 2012.
- Huden an mich, Morgen an dich. Grabmäler und Epitaphe im Kloster Riddagshausen. Ein Rundgang. Braunschweig 2013.
- Bergisch Gladbach, Geschichte einer Stadt im Spiegel ihrer Baudenkmäler, Schriftenreihe des Bergischen Geschichtsvereins Rhein-Berg e. V., Band 78, Bergisch Gladbach 2019, ISBN 978-3-932326-78-3.
- Architekten im Denkmalpflegeplan von Bergisch Gladbach, Eine Auswahl von Bauten und Biographien, Schriftenreihe des Bergischen Geschichtsvereins Rhein-Berg e. V., Band 80, Bergisch Gladbach 2019, ISBN 978-3-932326-80-6

### Schriften
- Architekturlehrer Zeichnen. Veröffentlichung der FH Köln, Fakultät für Architektur, Köln 2003.
- Baudenkmalpflege in Lehre und Forschung. Festschrift für Prof. Dr.-Ing. Jürgen Eberhardt, Veröffentlichung der FH Köln, Fakultät für Architektur, Köln 2003.[2]
- Ein neues Kloster für San Galgano. Zum Gedenken an den 850. Todestag des Hl. Bernhard von Clairvaux. Eine Dokumentation in Text, Bild und Zeichnung, Veröffentlichung der FH Köln, Fakultät für Architektur, Köln 2003.
- Festschrift für Prof. Dr.-Ing. F. W. Grimme. Veröffentlichung der FH Köln, Fakultät für Architektur, Institut für Tropentechnologie, Köln 2005.
- Ein Birgittenkloster für Trondheim/Norwegen. Eine Dokumentation in Text, Bild und Zeichnung, Veröffentlichung der FH Köln, Fakultät für Architektur, Köln 2006.
- Idee einer Nachnutzung für das Kerpener Marienfeld. Eine Dokumentation in Text, Bild und Zeichnung, Veröffentlichung der FH Köln, Fakultät für Architektur, Köln 2006.
- Burg Engelsdorf, Neunutzung des Palasflügels. Dokumentation von Projekt-Entwürfen aus dem Bereich „Denkmalpflege, Planen im Bestand“ des Masterstudiengangs an der Fakultät für Architektur der FH Köln in Kooperation mit dem Verein „Festung Jülich“, Köln 2008.
- Das Stammwerk der Firma Zanders in Bergisch Gladbach – Von der Gohrsmühle zu Metsä Board Zanders. In: Walter Buschmann (Hrsg.): Industriekultur Düsseldorf und Bergisches Land, Klartext Verlag, Essen 2016, ISBN 978-3-8375-1565-7, S. 252–271.